# السياحة في بوتسوانا

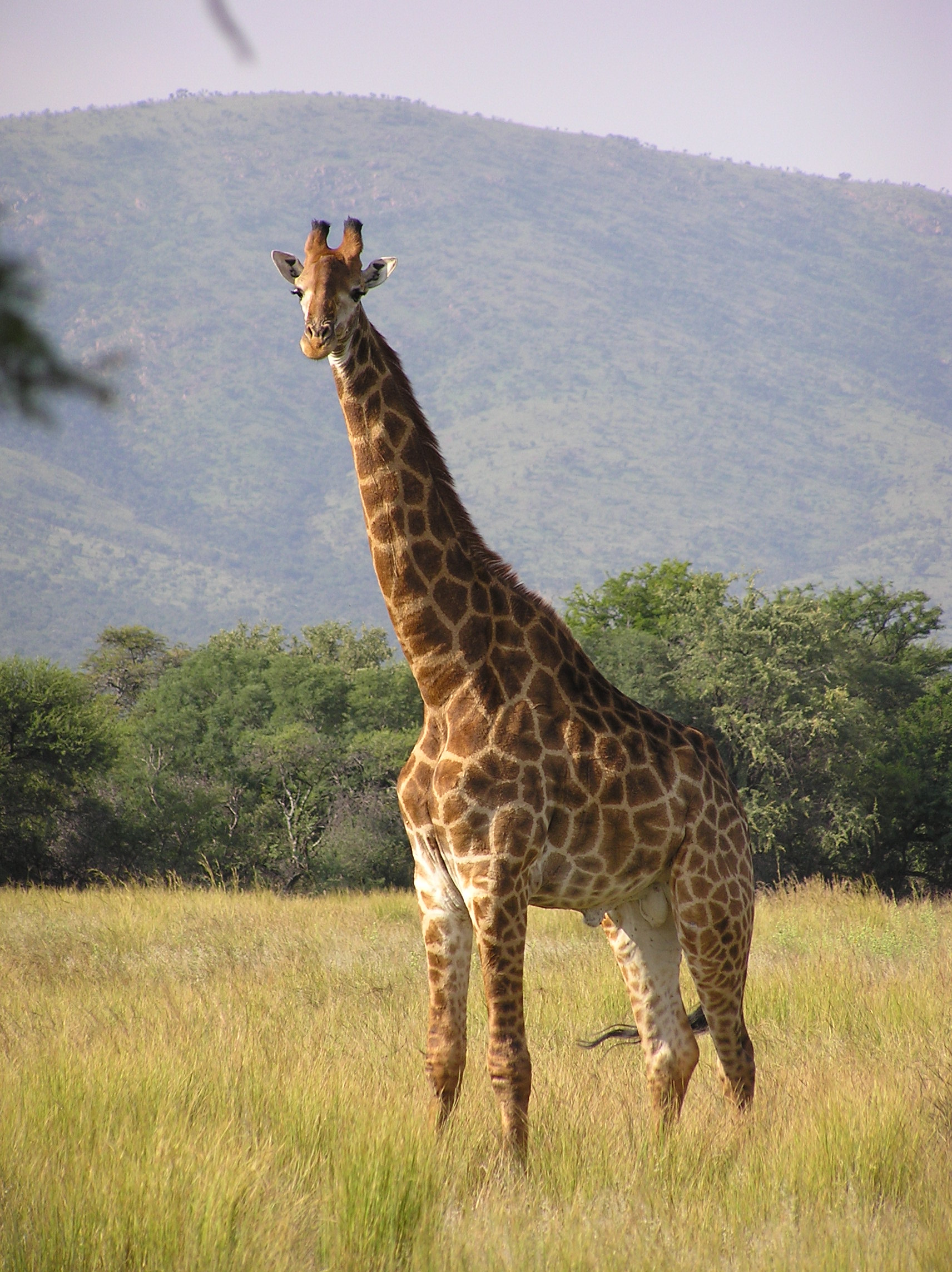
زرافة في محمية كلهاري الوسطى

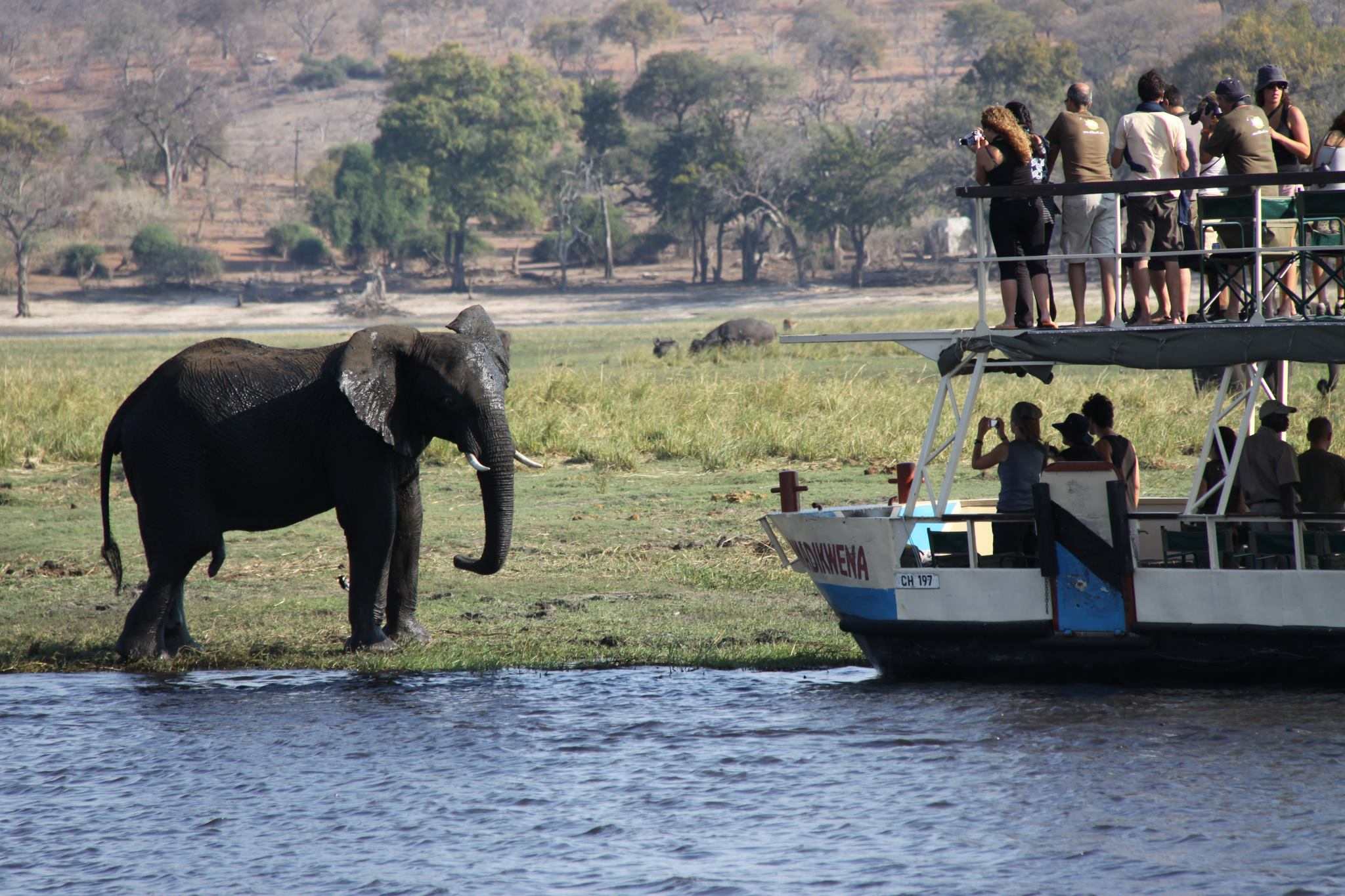
السياح في جزيرة سيدودو

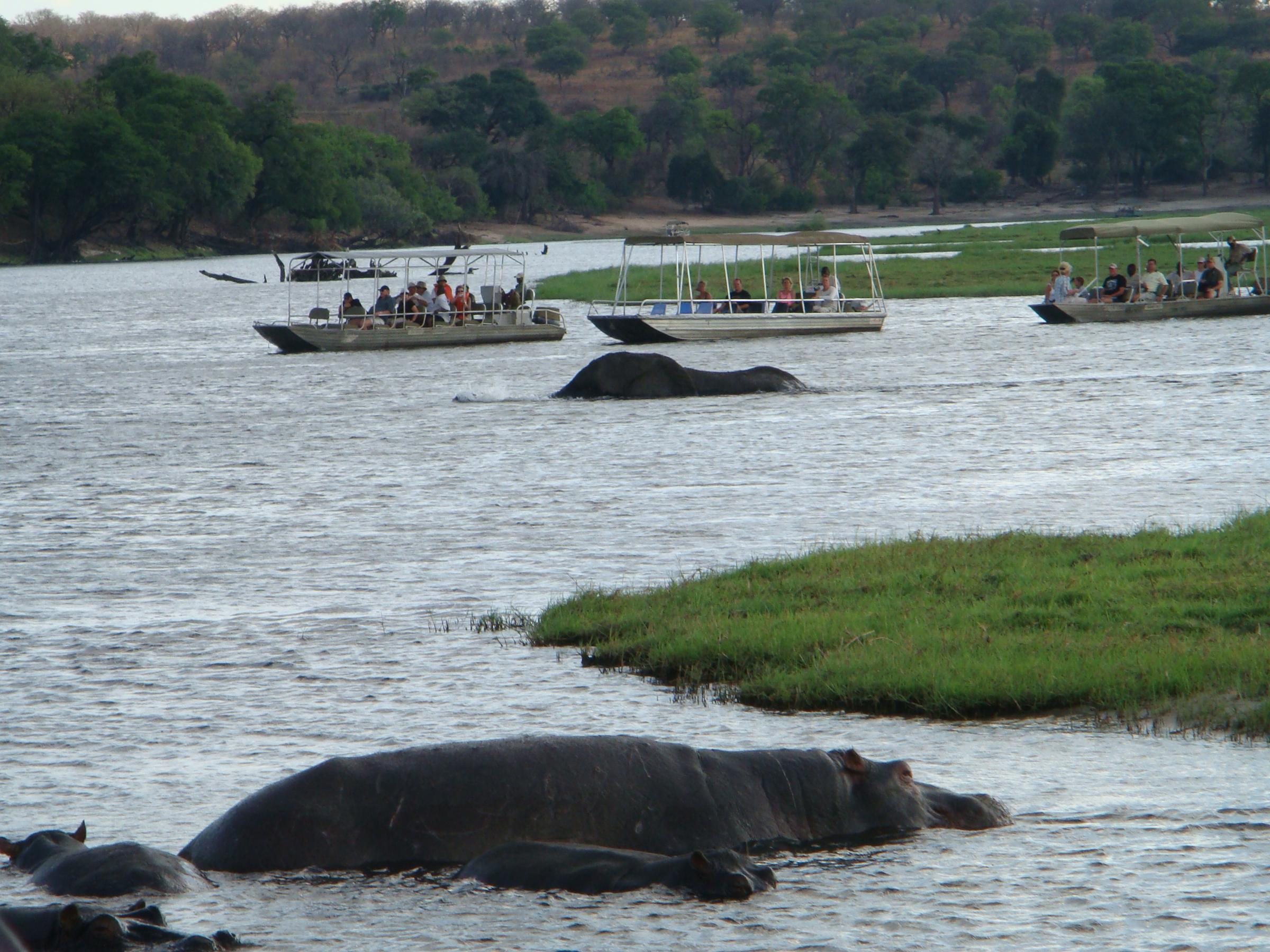
أفراس النهر والفيلة في تشوبي

السياحة في بوتسوانا- تعد المحميات الطبيعية، من أهم مناطق الجذب السياحي في بوتسوانا، حيث تتوفر رحلات الصيد والتصوير الفوتوغرافي. وتشمل مناطق الجذب السياحي الأخرى منطقة دلتا أوكافانغو، والتي تتحول خلال موسم الأمطار إلى متاهة من الممرات المائية والجزر والبحيرات. وقد ساعدت صناعة السياحة في تنويع اقتصاد بوتسوانا من المصادر التقليدية مثل: الماس، ولحوم البقر، كما أنها وفرت حوالي 23000 فرصة عمل في عام 2005م. 

## تطوير صناعة السياحة
بدأت صناعة السياحة في بوتسوانا بالتطور في سياق الظروف الجيوسياسية المواتية، وذلك في التسعينيات من القرن العشرين.  فقد شهدت منطقة جنوب أفريقيا استقرارًا سياسيًا، خاصة بعد انتهاء نظام الفصل العنصري، وإطلاق سراح نيلسون مانديلا من السجن في عام 1990م. وقد ساهمت التحسينات العالمية في أنظمة النقل والاتصالات في ذلك الوقت، في جعل السياحة في بوتسوانا أكثر جدوى.  وفي عام 1990م، نفذت بوتسوانا سياسة سياحية، تهدف إلى زيادة أعداد السياح، وإيرادات الحكومة، وفرص العمل. وركزت هذه السياسة على جذب السياح الدوليين من أوروبا، وأميركا الشمالية، وأستراليا، ونيوزيلندا؛ لزيادة الإيرادات. وفي حين تم زيادة معدلات التوظيف بنجاح، حيث مثلت صناعة السياحة حوال 4.5٪ من إجمالي العمالة الرسمية في بوتسوانا،  تم حجز معظم المناصب الإدارية ذات الأجور الأعلى في الصناعة للعمال المغتربين.
وقد تم إطلاق حملة "إعادة اكتشاف السياحة في بوتسوانا" في عام 2020م، بهدف زيادة السياحة المحلية. 

## التأثيرات الاجتماعية والبيئية
تعتمد بوتسوانا على الموارد الطبيعية في كل من: سبل العيش العامة، والسياحة.  فالموارد الطبيعية الشحيحة والمنخفضة في البلاد ذات أهمية بالغة، وبشكل خاص بالنسبة لسبل العيش في المناطق الريفية، التي تعتمد على المياه والغابات والمراعي.  وتُعد منطقة "دلتا أوكافانغو" وجهة سياحية شهيرة وموقعًا للتراث العالمي، بالإضافة إلى كونها واحدة من أكبر أنواع الدلتا الداخلية في العالم.  وقد ساهم ارتفاع شعبيتها بين السياح، في تحفيز نمو البنية التحتية والمرافق والخدمات في المنطقة بما في ذلك: البنوك، والفنادق، والمطارات. وعلى الرغم من ذلك، تشكو المجتمعات المحلية في قرى كل من: خواي، ومابابي وسانكويو في منطقة أوكافانغو من افتقارها إلى القدرة على الوصول إلى الموارد الطبيعية في محمية موريمي للصيد، بسبب سيطرة السياح الدوليين وشركات السياحة الأجنبية عليها.  وقد وُصفت مرافق السياحة في بوتسوانا بأنها سياحة منعزلة، وهي مرافق قائمة بذاتها لا تنتج الكثير من النشاط الاقتصادي في المناطق المحيطة.
في حين أن معظم مناطق الجذب السياحي، تعتمد على الموارد الطبيعية للبلاد، فإن صناعة السياحة نفسها تجعل الموارد التي حولتها إلى سلعة عرضة للضرر. فالعدد الكبير من الأشخاص في المجموعات السياحية، يمكن أن تتسبب في تعطيل الحياة البرية، ويدفعها إلى الهجرة إلى مواطن أخرى، والتي قد تكون غير مستدامة. كما يمكن للنفايات التي تتركها المجموعات السياحية أن تؤدي أيضًا إلى تغيير تكوين التربة وإدخال الأنواع الغازية الضارة إلى المنطقة. كما يمكن أن تؤدي الأنشطة السياحية الشهيرة الأخرى مثل: القوارب السريعة إلى إزعاج الحياة البرية المائية بشكل قوي، في حين يمكن أن يؤدي تصوير الحياة البرية والطيور، إلى تشويه سلوك بعض الأنواع، بما في ذلك أنماط التغذية والتكاثر. 
وقد جربت بوتسوانا وسائل مختلفة للحفاظ على الموارد الطبيعية، بما في ذلك إدارة الموارد الطبيعية القائمة على المجتمع (CBNRM)، والتي تقوم على افتراض أن السكان المحليين لديهم حافز أكبر، وهم أكثر التزامًا بالاستخدام المستدام للموارد الطبيعية في المناطق التي يعيشون فيها مقارنة بالحكومة الأكثر عزلة.  ومع ذلك، فإن الافتقار إلى الموارد والمهارات في المجتمعات المحلية، أدى في كثير من الأحيان إلى اعتمادها على مساعدة الشركاء الدوليين، من أجل تحقيق أهدافها المزدوجة المتمثلة في زيادة الرخاء الاقتصادي من جانب، ومن جانب آخر الحفاظ على الموارد الطبيعية. 
توسع السياحة الثقافية في بوتسوانا، قادر على جعل السياحة أكثر استدامة من خلال تقليل الضغط والحركة في مواقع جذب الحياة البرية الحالية، وفي نفس الوقت تحقيق توزيع أكثر عدالة للتنمية القائمة على السياحة، وذلك من خلال توفير المزيد من الفرص للمجتمعات المحلية للمشاركة في اقتصاد السياحة.  وتوفر السياحة الثقافية فرصًا للسياح، من أجل التعرف على الفن والتراث والتقاليد المحلية. ويزعم البعض أن السياحة الثقافية يمكن أن تعزز الوضع الاقتصادي للناس، وتوفر فرص العمل، وتعزز من تماسك المجتمع والفخر الثقافي، وتساهم في تطوير البنية التحتية.  وعلى نحو مماثل، تركز السياحة القروية أيضًا على تعريف السياح بالحرف التقليدية والحياة اليومية، وهو ما يعود بالفائدة بشكل خاص على النساء، اللاتي غالبًا ما يتم استبعادهن من فوائد السياحة.  توفر إيرادات السياحة القروية فرصًا للتدريب المهني، وريادة الأعمال للنساء المحليات. والعمل في القرى الأصلية للنساء، يسمح لهن بالوفاء بالتزاماتهن العائلية، مع اكتساب الاستقلال المالي. 

## مناطق الجذب السياحي

### الفنادق والنزل ومواقع التخييم
توفر بوتسوانا للمسافر مجموعة متنوعة من خيارات الإقامة، والتي تتمل في فنادق سياحية من الدرجة الأولى ونزل فاخرة ومخيمات السفاري، بالإضافة إلى بيوت الضيافة الاقتصادية، وأماكن التخييم. وتضم المناطق السياحية الرئيسية في البلاد مجموعة مختارة من النزل الخاصة، ومخيمات السفاري، ومواقع التخييم العامة.
في الفنادق والمطاعم، يتم تقديم مجموعة متنوعة من المأكولات، والتي تشمل: المأكولات المحلية المفضلة ولحوم الطرائد، بالإضافة إلى الأطباق القارية والآسيوية. كما يوجد أيضًا العديد من منافذ الوجبات السريعة والمطاعم الصغيرة، والمطاعم التي تقدم الأطباق المحلية. وللحصول على المجموعة الكاملة لمصادر الإقامة، يمكن للمسافر تصفح السياحة في بوتسوانا - بوابة الويب السياحية في أفريقيا.

### المنتزهات الوطنية

#### محمية كلهاري المركزية
محمية كلهاري المركزية، هي حديقة وطنية واسعة النطاق تقع في صحراء كلهاري في بوتسوانا. تأسست عام 1961م، وتغطي مساحة 52800كم 2 ، مما يجعلها ثاني أكبر محمية طبيعية في العالم.  تحتوي الحديقة على حيوانات برية مثل: الزرافة، ضبع غثراء (الضبع البني)، خنزير ثؤلولى (الخنزير البري)، الفهد، حيوان السمع (الكلب البري)، النمر، الأسد، نو أزرق (الظبي الثوري)، العلند الشائع (الإيلند الشائع)، مهاة جنوب إفريقيا، المرامي والثيتل الأحمر.

#### حديقة تشوبي الوطنية
تتميز حديقة تشوبي الوطنية، في شمال غرب بوتسوانا، بأحد أكبر تجمعات الألعاب في قارة أفريقيا. من حيث الحجم، تعد هذه ثالث أكبر حديقة في البلاد، بعد محمية كلهاري المركزية للصيد، وحديقة جيمسبوك الوطنية، وهي الأكثر تنوعًا. وهذه أيضًا أول حديقة وطنية في البلاد.

#### منتزه كغالاجادي العابر للحدود
يعد منتزه كغالاجادي العابر للحدود، محمية كبيرة للحياة البرية ومنطقة للحفاظ على البيئة في جنوب أفريقيا. يقع المنتزه على الحدود بين جنوب أفريقيا وبوتسوانا، ويتكون من حديقتين وطنيتين متجاورتين: حديقة كلهاري جيمسبوك الوطنية في جنوب أفريقيا وحديقة جيمسبوك الوطنية في بوتسوانا. وتبلغ المساحة الإجمالية للحديقة 38000كم 2 ويقع حوالي ثلاثة أرباع المنتزه في بوتسوانا، والربع المتبقي يقع في جنوب أفريقيا.

## معلومات سياحية
تم تدشين استراتيجية الحفاظ الوطنية، وسياسة السياحة لحكومة بوتسوانا؛ بهدف تعزيز السياحة مع حماية مناطق الحياة البرية. لا يحتاج مواطنو الولايات المتحدة، وجنوب أفريقيا ودول الكومنولث البريطاني، ومعظم دول غرب أوروبا إلى تأشيرات للإقامة لمدة تقل عن 91 يومًا. جوازات السفر ضرورية للسفر داخل البلاد. يُطلب من السائحين القادمين من المناطق المصابة إثبات التطعيم ضد الحمى الصفراء والكوليرا.
حلت بوتسوانا في المرتبة 88 من بين 141 دولة في مؤشر القدرة التنافسية للسفر والسياحة لعام 2015م، وذلك وفقًا للتصنيف الوارد في تقرير المنتدى الاقتصادي العالمي حول القدرة التنافسية العالمية للسفر والسياحة، وقد أشاد التقرير نفسه بمعالم بوتسوانا السياحية، وكان التصنيف المنخفض بسبب التحديات التي تواجه السياح، بما في ذلك عدم القدرة على الوصول إلى التقنيات الحديثة، وسوء الطرق والاتصالات. 

## إحصائيات
في عام 1999م، بلغ عدد الغرف الفندقية 2100 غرفة، تضم 3720 سريراً، وبلغ معدل الإشغال حوالي 53%. وصل إلى بوتسوانا في ذلك العام 843,314 زائرًا منهم أكثر من 720,000 زائرًا من بلدان أفريقية أخرى. وبلغت إيرادات السياحة في عام 2000م حوالي 313 مليون دولار. في عام 2003م، قدرت وزارة الخارجية الأميركية متوسط تكلفة الإقامة اليومية في غابورون بنحو 129 دولاراً أميركياً، مقارنة بـ 125 دولاراً أميركياً في كاساني. وقد تصل التكلفة إلى 50 دولارًا في مناطق أخرى من البلاد. وتعد بوتسوانا الدولة الأكثر أمانًا للزيارة في أفريقيا. 
الغالبية العظمى من الزوار الذين وصلوا إلى بوتسوانا، والذين ذكروا أن العطلة هي غرض دخولهم في عام 2014م جاءوا من البلدان التالية: 
| رتبة | دولة                         | رقم     |
| ---- | ---------------------------- | ------- |
| 1    | جنوب إفريقيا                 | 68,519  |
| 2    | الولايات المتحدة             | 38,522  |
| 3    | ألمانيا                      | 26,151  |
| 4    | المملكة المتحدة              | 20,601  |
| 5    | زيمبابوي                     | 18,285  |
| 6    | أستراليا                     | 13,822  |
| 7    | هولندا                       | 8,909   |
| 8    | اليابان                      | 8,857   |
| 9    | فرنسا                        | 7,992   |
| 10   | كندا                         | 7,255   |
|      | إجمالي الوافدين لقضاء العطلة | 274,701 |

أغلب الزائرين الوافدين إلى بتسوانا، كانوا من جنسيات الدول التالية:
| الدولة           | 2016      | 2015      | 2014      | 2013      |
| ---------------- | --------- | --------- | --------- | --------- |
| زيمبابوي         | 874,169   | 967,322   | 784,720   | 825,717   |
| جنوب إفريقيا     | 759,564   | 808,118   | 600,387   | 742,639   |
| زامبيا           | 220,649   | 202,289   | 188,351   | 331,799   |
| ناميبيا          | 187,044   | 170,326   | 162,453   | 169,733   |
| الولايات المتحدة | 52,171    | 49,451    | 49,961    | 139,752   |
| المملكة المتحدة  | 42,534    | 41,011    | 39,675    | 47,929    |
| ألمانيا          | 35,288    | 32,230    | 34,576    | 43,674    |
| الهند            | 19,297    | 17,413    | 18,342    | 13,543    |
| ليسوتو           | 18,773    | 18,842    | 12,408    | 10,839    |
| مالاوي           | 17,102    | 20,607    | 15,175    | 17,386    |
| الإجمالي         | 2,401,786 | 2,501,616 | 2,082,521 | 2,598,158 |

## روابط خارجية
- السياحة في بوتسوانا - الصفحة الرئيسية نسخة محفوظة 2008-07-05 على موقع واي باك مشين.
- بوابة السياحة الأفريقية على شبكة الإنترنت - بوتسوانا